# 城投债
城投债是中国地方政府的一种融资方式。通常投资公司用城投债来投资房地产项目或基础设施建设项目。2022年，全中国城投债发行规模接近5万亿，发债主体接近1万2千家，其中大约3千家有公示其财务状况。
2023年，昆明城投债发生兑付危机，类似的兑付困难因地方政府收入下降在多地出现。

## 历史
2023年7月，中国大型国有银行开始向地方政府融资平台提供25年期贷款，部分贷款在前四年暂免支付利息和本金。
2023年，地方政府通过监管漏洞，大量发行离岸城投债来增加负债。2023年1月8日，路透社报道地方正将不再被允许发行离岸一年内短期城投债。

## 融资机制
城投债通常由地方政府通过融资平台发行，离岸发行的城投债需要国家发展改革委批准。

### 政信债
政信债是国家和省级政府以政府的名义发债，计入政府的显形债务。区县市级的政府成立专门的地方政府融资平台公司融城投债，但是不可以直接举债。